# Бангор (Северная Ирландия)

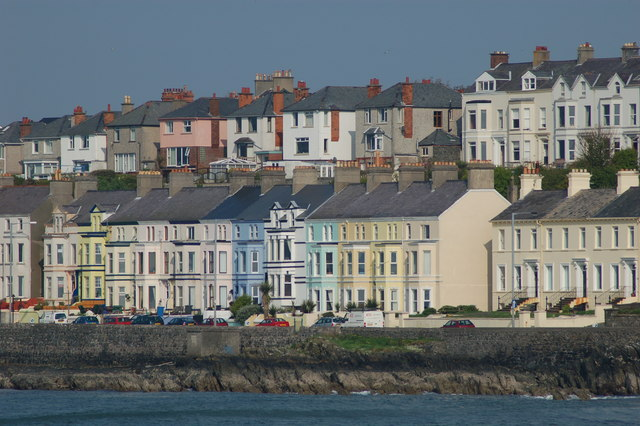

Ба́нгор (англ. Bangor, ирл. Beannchar) — большой город района Северный Даун, столица района, находящийся в графстве Даун Северной Ирландии. Третий по размерам город Северной Ирландии.
Местный пляж — носитель знака «синий флаг» (то есть является крайне чистым). В 2007 и 2008 году город по результату голосования признавался лучшим местом для жизни во всём Ольстере.
Настоятелем местного монастыря некогда был святой Флорентий Бангорский; кроме того, родом отсюда был святой Маэль Рува.

## Климат
| Показатель                                                                      | Янв. | Фев. | Март | Апр. | Май | Июнь | Июль | Авг. | Сен. | Окт. | Нояб. | Дек. |
| ------------------------------------------------------------------------------- | ---- | ---- | ---- | ---- | --- | ---- | ---- | ---- | ---- | ---- | ----- | ---- |
| Абсолютный максимум, °C                                                         | 13   | 14   | 19   | 21   | 26  | 28   | 29   | 28   | 26   | 21   | 16    | 14   |
| Средний суточный максимум, °C                                                   | 6    | 7    | 9    | 12   | 15  | 18   | 18   | 18   | 16   | 13   | 9     | 7    |
| Средний суточный минимум, °C                                                    | 2    | 2    | 3    | 4    | 6   | 9    | 11   | 11   | 9    | 7    | 4     | 3    |
| Абсолютный минимум, °C                                                          | −13  | −12  | −12  | −4   | −3  | −1   | 4    | 1    | −2   | −4   | −6    | −11  |
| Норма осадков, мм                                                               | 80   | 52   | 50   | 48   | 52  | 68   | 94   | 77   | 80   | 83   | 72    | 90   |
| Источник: http://www.bbc.co.uk/weather/world/city_guides/city.shtml?tt=TT003750 |      |      |      |      |     |      |      |      |      |      |       |      |

## Демография
Бангор определяется Northern Ireland Statistics and Research Agency (NISRA) как большой таун (то есть как город с населением от 18000 до 75000 человек).

## Транспорт
Первая, открытая для движения в 1848 году, линия компании Belfast and County Down Railway(BCDR) от Белфаста была проложена только до Холивуда. Эта линия была продлена компанией Belfast, Holywood and Bangor Railway, поглощённая в 1884 году BCDR, до Бангора и вместе с местной станцией открыта для движения 1 мая 1865 года. С 24 апреля 1950 года со станции не производятся товароперевозки.
Станция Бангор-Вест была открыта компанией BCDR 1 июня 1928 года.